# Койр

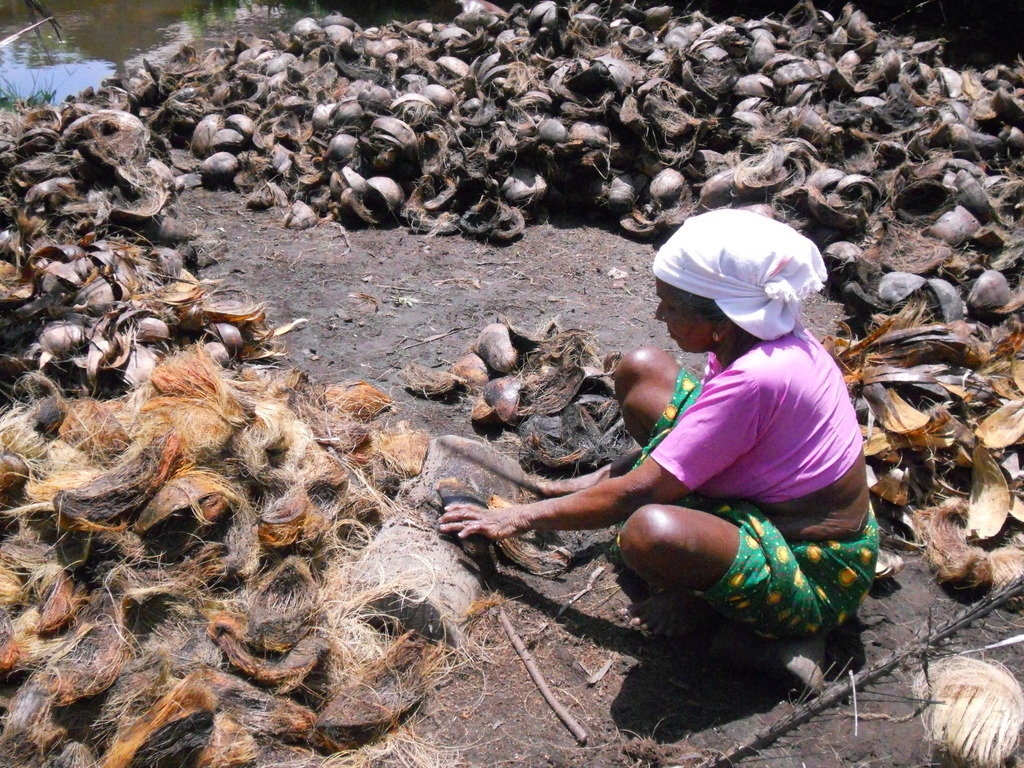
Извлечение койра

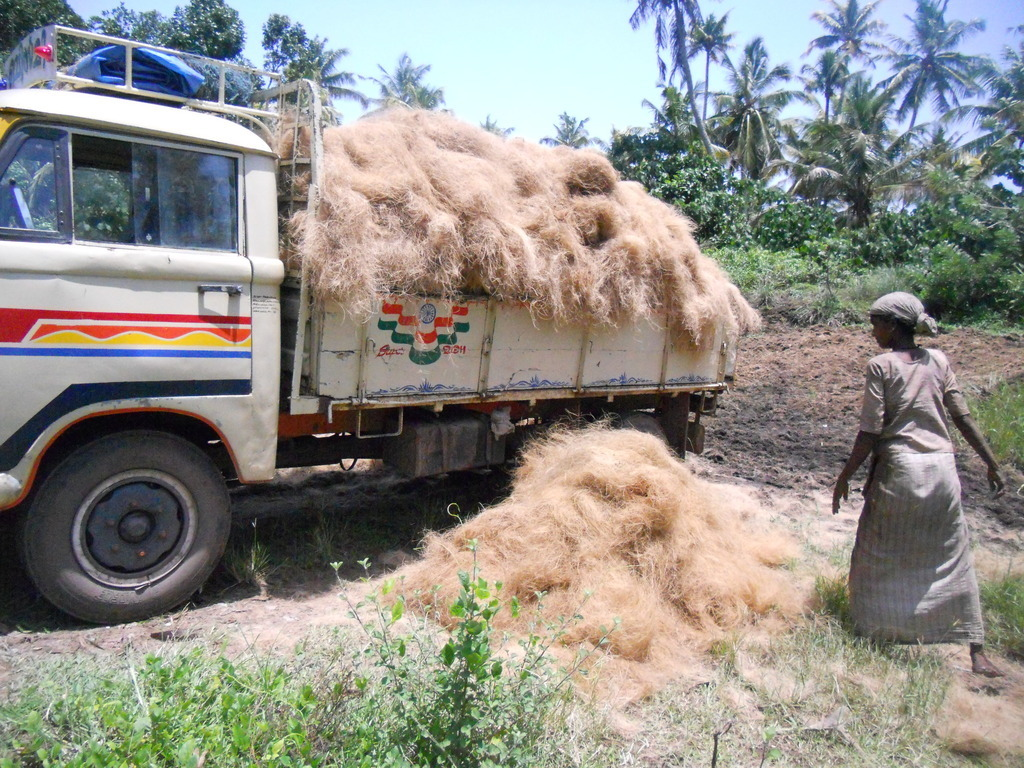
Транспортировка койра

Койр (от малаял. കയർ каяр — верёвка) — волокно из межплодника орехов кокосовой пальмы. Это одревесневшие сосудистые пучки длиной 15—33 см, толщиной 0,05—0,3 мм. Стенки волокон состоят из целлюлозы. В незрелом виде они белые и мягкие, но по мере того как в них откладывается лигнин, становятся жёстче и приобретают красновато-бурый цвет. Гибкое белое волокно получают из недозрелых плодов, бурое — из полностью созревших.
Собранные кокосовые орехи вымачивают в морской или просто проточной воде (до 10 месяцев), затем волокна отделяют (обычно вручную), вычёсывают и сушат. Самые длинные (25,4—30,5 см) и средние (20,3— 25,4 см) волокна идут на изготовление койровой нити, из которой делают маты, циновки, не намокающие и не тонущие в воде верёвки и канаты, рыболовные сети. Грубое одревесневшее волокно зрелых орехов идёт на изготовление щёточных изделий, короткое и запутанное волокно — на набивку матрацев и подушек. Благодаря высокому содержанию лигнина кокосовое волокно очень эластично, прочно и не поддаётся гниению. Изделия из койра, в частности морские канаты, исключительно устойчивы к воздействию солёной морской воды.

## История
Название «койр» происходит от കയർ (kayar), малаяламского слова, означающего шнур или верёвку (традиционно верёвка делается из кокосового волокна). Верёвки изготавливались из кокосового волокна с древних времён. Австронезийцы, которые первыми одомашнили кокосы, широко использовали кокосовое волокно для изготовления верёвок и сеннита при строительстве домов и дощатых лодок во время своих путешествий по Тихому и Индийскому океанам.
Более поздние индийские и арабские мореплаватели, много веков назад плававшие по морям в Малайю, Китай и Персидский залив, также использовали кокосовую койру для своих корабельных канатов. Арабские писатели XI века упоминали о широком использовании койры для корабельных канатов и такелажа.
Кокосовая промышленность в Великобритании была зарегистрирована до второй половины XIX века. В 1840 году капитан Уайдли в сотрудничестве с капитаном Логаном и мистером Томасом Трелоаром основал известную ковровую фирму Treloar and Sons в Ладгейт-Хилл, Англия, для производства кокосовой койры в различные ткани, подходящие для напольных покрытий.

## Структура
Различные формы, в которых может появляться кокосовое волокно.
Волокна кокосового ореха находятся между твёрдой внутренней оболочкой и внешней оболочкой кокосового ореха. Отдельные клетки волокон узкие и полые, с толстыми стенками из целлюлозы. В незрелом состоянии они бледные, но позже затвердевают и желтеют, так как на их стенках откладывается слой лигнина. Каждая ячейка имеет длину около 1 мм (0,04 дюйма) и диаметр от 10 до 20 мкм (от 0,0004 до 0,0008 дюйма). Волокна обычно имеют длину от 10 до 30 сантиметров (от 4 до 12 дюймов). Две разновидности кокосового волокна коричневого и белого цвета. Коричневая койра, полученная из полностью созревших кокосов, толстая, прочная и обладает высокой стойкостью к истиранию. Она обычно используется в циновках, щётках и мешковине. Волокна зрелой коричневой кокосовой пальмы содержат больше лигнина и меньше целлюлозы, чем такие волокна, как лён и хлопок, поэтому они прочнее, но менее гибки. Волокна белой кокосовой койры, собранные из кокосовых орехов до того, как они созреют, имеют белый или светло-коричневый цвет, более гладкие и тонкие, но и более слабые. Их обычно используют для изготовления пряжи для циновок или верёвок.
Кокосовое волокно относительно водонепроницаемо и является одним из немногих натуральных волокон, устойчивых к повреждениям солёной водой. Пресная вода используется для обработки коричневой койры, а морская и пресная вода используются для производства белой койры.

## Обработка
Зелёные кокосы, собранные примерно через шесть-двенадцать месяцев на ладони, содержат гибкие белые волокна. Вместо этого коричневое волокно получают путём сбора полностью зрелых кокосов, когда питательный слой, окружающий семена, готов к переработке в копру и высушенный кокос. Затем волокнистый слой фрукта отделяют от твёрдой скорлупы (вручную), опуская фрукт на шип, чтобы разделить его (шелушение). Опытный шелушитель может вручную отделить 2000 кокосов в день. В настоящее время доступны машины, которые измельчают целые плоды, чтобы получить свободные волокна. Эти машины могут обрабатывать до 2000 кокосов в час.

### Коричневое волокно

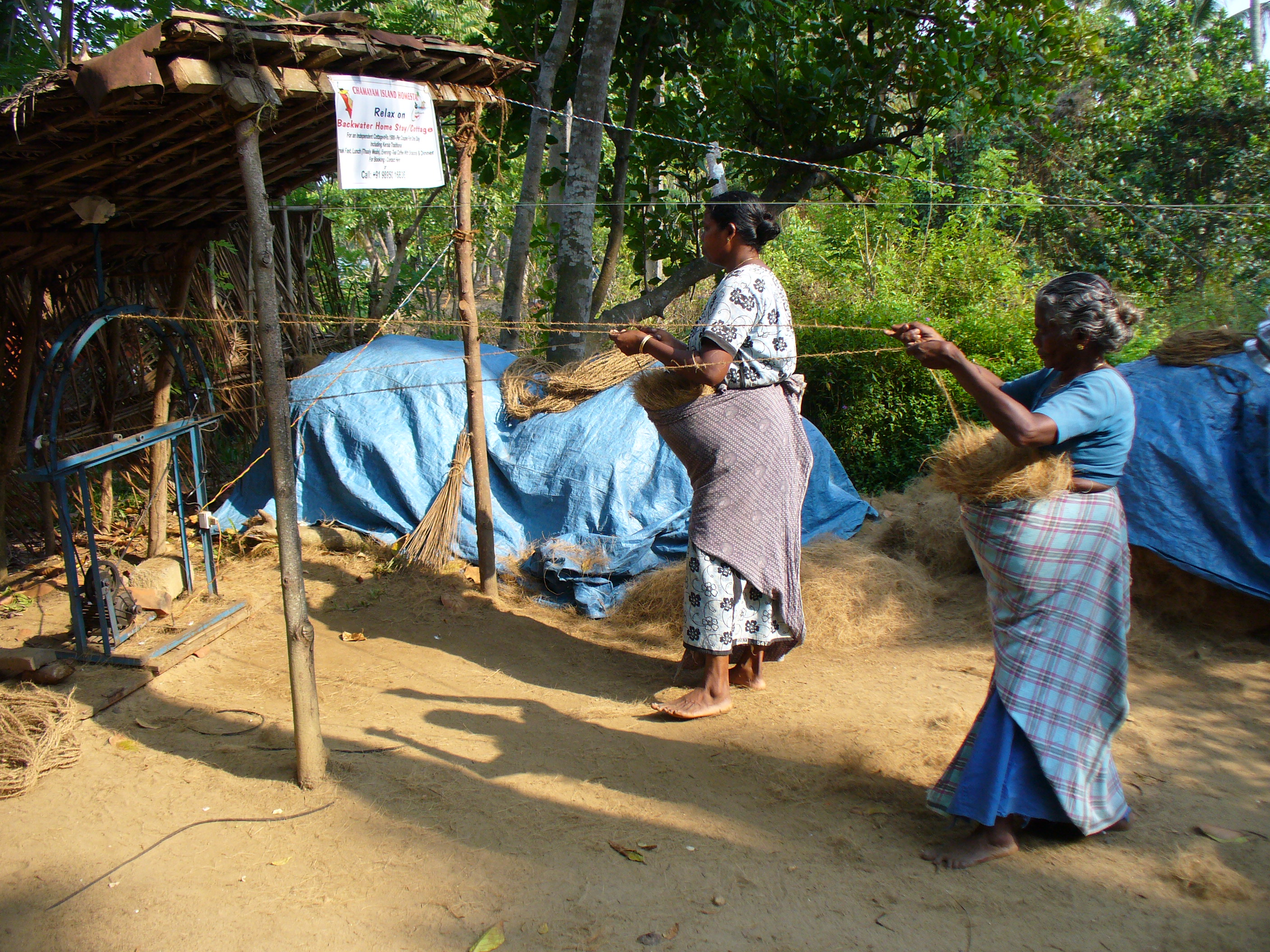
Ручное изготовление верёвки из койра в Керале, Индия

Волокнистую шелуху замачивают в ямах или сетках в медленно текущей воде для набухания и размягчения волокон.  Длинные волокна щетины отделяются от более коротких волокон матраца под кожурой ореха. Этот процесс известен как мокрое измельчение.
Волокна матраса просеиваются для удаления грязи и другого мусора, высушиваются на солнце и упаковываются в тюки. Некоторым волокнам матраса позволяют удерживать больше влаги, поэтому они сохраняют свою эластичность для производства скрученных волокон. Кокосовое волокно достаточно эластично, чтобы скручиваться, не ломаясь, и держит завиток, как если бы он был постоянно завит. Для скручивания просто делают верёвку из мотка волокна и скручивают её с помощью машины или вручную.
Более длинное щетинное волокно промывают в чистой воде, а затем сушат перед тем, как связать в пучки или мотки. Затем его можно очистить и «прочесать» стальными гребнями, чтобы выпрямить волокна и удалить более короткие кусочки волокон. Кокосовое волокно также может быть отбелено и окрашено для получения мотков разных цветов. [ нужна ссылка ]

### Белое волокно
Незрелая шелуха подвешена в реке или заполненной водой яме на срок до десяти месяцев. За это время микроорганизмы разрушают ткани растений, окружающие волокна, чтобы ослабить их — процесс, известный как вымачивание. Затем сегменты шелухи отбивают железными прутьями, чтобы отделить длинные волокна, которые затем сушат и очищают. Очищенное волокно готово для прядения в пряжу с использованием простой системы, работающей одной рукой, или прялки.
В 2009 году исследователи из Национального института междисциплинарных наук и технологий CSIR в Тируванантапураме разработали биологический процесс извлечения кокосового волокна из кокосовой шелухи без загрязнения окружающей среды. В технологии используются ферменты для разделения волокон путём преобразования и растворения растительных соединений, чтобы ограничить загрязнение воды, вызванное вымачиванием шелухи.

### Буферизация
Поскольку сердцевина кокосовой пальмы богата натрием и калием, перед использованием в качестве среды для роста растений или грибов её обрабатывают путём замачивания в кальциевом буферном растворе; большая часть кокосового волокна, продаваемого для выращивания, предварительно обработана. Как только все оставшиеся соли вымываются из сердцевины кокосовой стружки, она и кокочипсы становятся подходящим субстратом для выращивания грибов. Койра естественно богата калием, что может привести к дефициту магния и кальция в беспочвенных садовых средах. Кокосовое волокно редко используется в качестве горшечного материала, за исключением орхидей, и не нуждается в буферизации, так как имеет очень низкую ёмкость катионного обмена (CEC) и, следовательно, не удерживает соли.
Кокосовое волокно является подходящим субстратом для использования в садоводстве в качестве беспочвенной горшечной среды. Благодаря высокому содержанию лигнина материал служит дольше, удерживает больше воды и не даёт усадку со стенок горшка при высыхании, что облегчает повторное смачивание. Эта лёгкая среда имеет свои преимущества и недостатки, которые можно исправить соответствующими добавками, такими как крупнозернистый песок для придания веса комнатным растениям, таким как драцена. Также применяют пищевые добавки. Кальция и магния будет не хватать в почвенных смесях из кокосового волокна, поэтому естественным хорошим источником этих питательных веществ является доломитовая известь, которая содержит и то, и другое. pH имеет первостепенное значение, так как сердцевина кокосовой пальмы имеет тенденцию к повышению pH после нескольких месяцев использования, что приводит к задержке роста растений и множественным недостаткам. Койра также имеет тот недостаток, что она чрезвычайно чувствительна к оранжерейному грибу Leucocoprinus. Добавление полезных микробов в кокосовую стружку оказалось успешным как в тропических теплицах, так и во внутренних помещениях. Однако грибы будут расти и размножаться во влажной атмосфере.

### Кокосовая щетина
Кокосовое волокно — самая длинная разновидность кокосового волокна. Он производится из вымоченной кокосовой шелухи с помощью процесса, называемого дефибрированием. Извлечённое таким образом кокосовое волокно затем расчёсывают стальными гребнями, чтобы очистить волокно и удалить короткие волокна. Кокосовое волокно используется в качестве щетины в щётках для бытового и промышленного применения.

## Использование

### Верёвки, упаковка, постельные принадлежности, напольные покрытия и др.

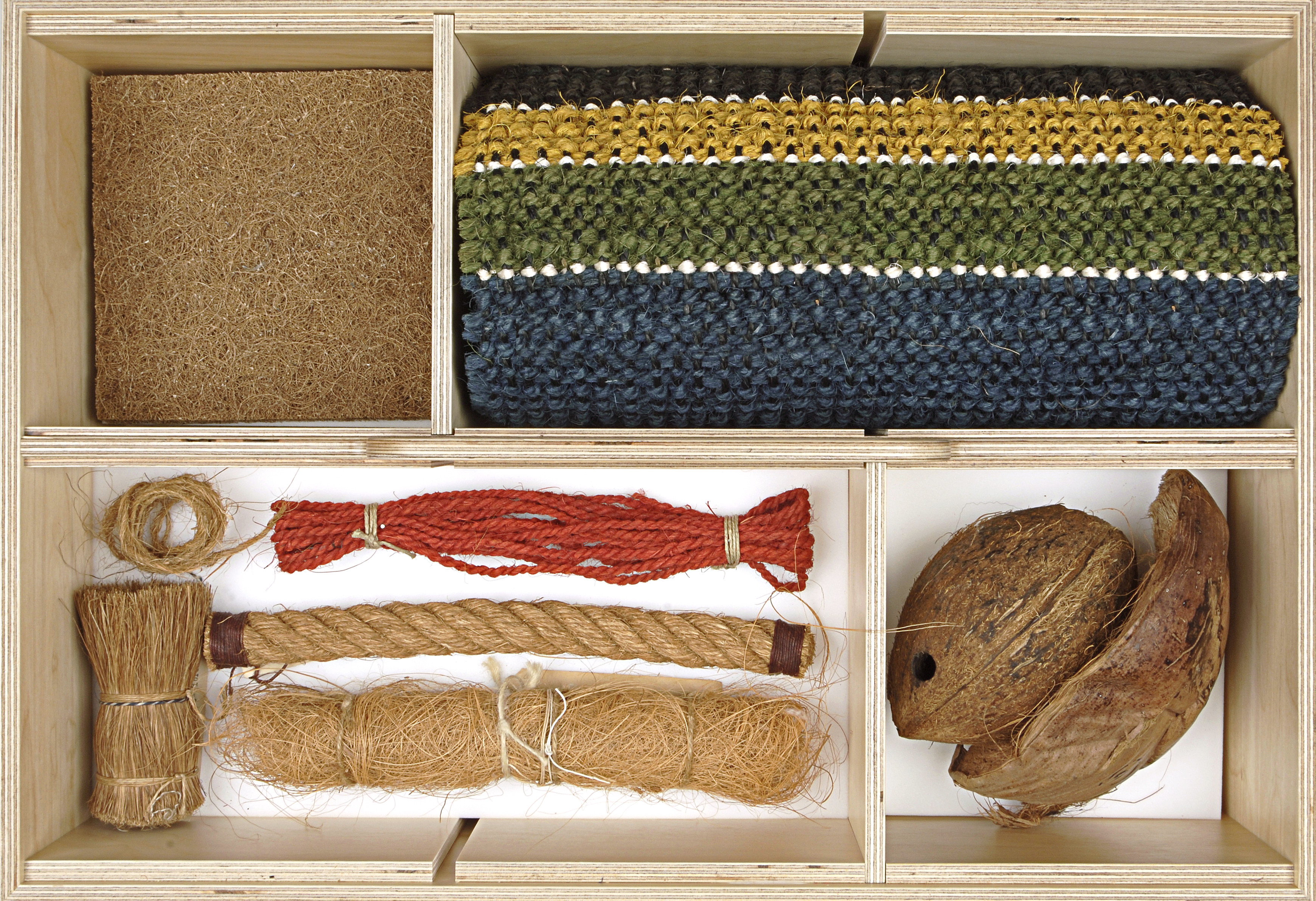
Некоторые изделия из кокосового волокна

Изготовление верёвки из кокосового волокна в Керале, Индия.
Каноэ с выносными опорами из Сонсорола, Палау. Все части каноэ соединены тонкими кокосовыми канатами.
Красная кокосовая койра используется в напольных и придверных ковриках, щётках, матрасах, напольной плитке и мешковине. Небольшое количество также превращается в шпагат. Подушечки из скрученного коричневого волокна кокосовой пальмы, изготовленные методом валяния иглой (машинная техника, при которой волокна соединяются вместе), формуются и разрезаются для наполнения матрасов и для использования в борьбе с эрозией на берегах рек и склонах холмов. Большая часть прокладок из коричневой кокосовой койры покрыта каучуковым латексом, связывающим волокна вместе (прорезиненная кокосовая койра), который используется в качестве набивки для обивки автомобильной промышленности в Европе. Материал также используется для упаковки.
Белая койра в основном используется в производстве канатов.  Коврики из тканого кокосового волокна изготавливаются из более тонких сортов щетины и белого волокна с использованием ручных или механических ткацких станков. Белая койра также используется для изготовления рыболовных сетей из-за её стойкости к солёной воде.

### Использование в сельском хозяйстве и садоводстве
В сельском хозяйстве и садоводстве кокосовое волокно используется в качестве органического и декоративного компонента в почвенных и горшечных смесях. Из-за растущей озабоченности по поводу устойчивости производства сфагнума (торфяного мха) и торфа из торфяников растёт использование альтернативных субстратов; побочное кокосовое волокно является одним из часто используемых заменителей.  Однако многие источники кокосового волокна сильно загрязнены патогенными грибками, и выбор источника имеет большое значение. Койра также полезна для отпугивания улиток от деликатных насаждений и в качестве среды для выращивания в интенсивном тепличном (тепличном) садоводстве.
Койра также используется в качестве субстрата для выращивания грибов. Кокос обычно смешивают с вермикулитом и пастеризуют кипятком. После того, как смесь кокосового волокна и вермикулита остынет до комнатной температуры, её помещают в ёмкость большего размера, обычно в пластиковую коробку. Затем добавляют предварительно подготовленные банки с икрой, икру обычно выращивают в банках с использованием таких субстратов, как зерна ржи или семена диких птиц. Эта икра представляет собой грибной мицелий, который колонизирует смесь кокосового волокна и вермикулита, в конечном итоге давая грибы.
Кокосовое волокно можно использовать в качестве субстрата в террариуме для рептилий или паукообразных.
Сердцевина кокосового волокна или кокосовая пыль могут удерживать большое количество воды, как губка. Он используется в качестве замены традиционного торфа в почвенных смесях или в качестве беспочвенного субстрата для выращивания растений.  Он был назван «кокосовым торфом», потому что он по отношению к свежему кокосовому волокну чем-то похож на торф по отношению к торфяному мху, хотя это не настоящий торф.
Кокосовые отходы производства кокосового волокна промывают, термообрабатывают, просеивают и сортируют перед переработкой в продукты из кокосового торфа различной зернистости и плотности, которые затем используются в садоводстве и сельском хозяйстве, а также в качестве промышленного абсорбента.
Обычно поставляемый в виде прессованных тюков, брикетов, плит или дисков, конечный пользователь обычно расширяет и аэрирует прессованный кокосовый торф путём добавления воды. Один килограмм сухого кокосового торфа расширяется до 15 литров влажного кокосового торфа.
Кокосовый торф используется в качестве кондиционера для почвы. Из-за низкого уровня питательных веществ в своём составе кокосовый торф обычно не является единственным компонентом среды, используемой для выращивания растений. Когда растения выращиваются исключительно на кокосовом торфе, важно добавлять питательные вещества в соответствии с потребностями конкретных растений. Кокосовый торф из Филиппин, Шри-Ланки и Индии содержит несколько макро- и микропитательных веществ для растений, в том числе значительное количество калия. Этот дополнительный калий может повлиять на доступность магния. Добавление дополнительного количества магния за счёт добавления сульфатов магния может решить эту проблему.
Некоторый кокосовый торф не полностью разлагается, когда он поступает, и при этом будет израсходовать доступный азот (известный как истощение), конкурируя с растением, если его недостаточно. Это называется хищением азота; это может вызвать дефицит азота в растениях. Кокосовое волокно из плохих источников может содержать избыток солей и нуждается в промывке (проверьте электропроводность сточной воды, промойте, если она высокая). Он хорошо удерживает воду и удерживает примерно в 1000 раз больше воздуха, чем почва. При выращивании с кокосовым волокном настоятельно рекомендуется добавлять удобрения с медленным высвобождением или органические удобрения.
Обычное использование кокосового волокна включает:
- В качестве заменителя торфа, потому что он не содержит бактерий и большинства грибковых спор и производится устойчиво без ущерба для окружающей среды, вызванного добычей торфа.
- Смешайте с песком, компостом и удобрениями, чтобы получить почву хорошего качества. Кокосовый торф обычно имеет кислотность в диапазоне рН от 5,5 до 6,5, что является слишком кислым для некоторых растений, но многие популярные растения могут переносить этот диапазон рН.
- В качестве субстрата для выращивания грибов, которые питаются целлюлозой. Кокосовый торф отличается высоким содержанием целлюлозы и лигнина.

Кокосовое волокно можно использовать повторно до трёх раз с небольшой потерей выхода. Кокосовое волокно из больных растений нельзя использовать повторно, если оно не было тщательно стерилизовано.

### Другое использование

#### Поглощение масла и жидкости
Благодаря своим превосходным абсорбирующим свойствам по сравнению с продуктами, изготовленными из абсорбентов на основе глины, кремнезёма и диатомовой земли, сухая сердцевина кокосовой койры набирает популярность в качестве абсорбента масла и жидкости. Многие другие абсорбенты приходится добывать, в то время как сердцевина кокосовой койры является отходом в изобилии в странах, где кокосовый орех является основным сельскохозяйственным продуктом.

#### Подстилка для животных
Кокосовое волокно также используется в качестве подстилки в лотках, на животноводческих фермах и в зоомагазинах для поглощения отходов жизнедеятельности животных.

#### Строительный материал
Кокосовое волокно (койра) используется в качестве строительного материала, потому что натуральные волокна экологически чистые. Кроме того, кокосовое волокно (CF) устойчиво к теплопроводности, очень прочное, пластичное, долговечное, возобновляемое и недорогое. В ходе экспериментального исследования было замечено, что при частичной замене 2% цемента на КВ прочность бетона на сжатие увеличивается.

## Безопасность
Койра является аллергеном, так же как и латекс и другие материалы, часто используемые при обработке кокосовой койры.

### Риски биобезопасности
Дополнительная информация: Инвазивные виды.
Кокосовое волокно может содержать организмы, представляющие угрозу биобезопасности стран, в которые оно импортируется. Кокосовый торф импортируется в Новую Зеландию примерно с 1989 г., причём с 2004 г. он заметно увеличился. К 2009 г. в импортированном кокосовом торфе было обнаружено в общей сложности 25 новых видов сорняков. В правила, касающиеся импорта кокосового торфа в Новую Зеландию, были внесены поправки для улучшения мер биобезопасности.
С другой стороны, койра также может содержать полезные формы жизни. Было обнаружено, что кокосовая койра из Мексики содержит большое количество колоний полезного грибка Aspergillus terreus, который действует как биологический контроль против патогенных грибов растений. Trichoderma – естественный грибок в кокосовом торфе; он работает в симбиозе с корнями растений, чтобы защитить их от патогенных грибков, таких как Pythium. [ нужна ссылка ]
Кокосовый торф можно стерилизовать для удаления потенциальных патогенов и сорняков, а также полезной жизни. Это может быть сделано для удаления загрязняющих веществ из свежего материала или для повторного использования старой кокосовой койры. Можно использовать как тепло (кипячение или запекание), так и химические средства.

## Основные производители
Общее мировое производство кокосового волокна составляет 250 000 тонн (250 000 длинных тонн; 280 000 коротких тонн). Индия, в основном в Поллачи и прибрежном районе штата Керала , производит 60% мировых поставок волокна из белой кокосовой койры. Шри-Ланка производит 36% от общего объёма производства коричневого волокна. Более 50% кокосового волокна, ежегодно производимого во всем мире, потребляется в странах происхождения, в основном в Индии. Вместе Индия и Шри-Ланка производят 90% койры, производимой каждый год.  Шри-Ланка остаётся крупнейшим в мире экспортёром кокосового волокна и продуктов на его основе.
| Крупнейшие производители (2016) | Крупнейшие производители (2016) | Крупнейшие производители (2016) |
| Страна                          | Производство (тонн)             |                                 |
| ------------------------------- | ------------------------------- | ------------------------------- |
| Индия                           | 561 447                         |                                 |
| Вьетнам                         | 358 111                         |                                 |
| Шри-Ланка                       | 159 542                         |                                 |
| Таиланд                         | 61 376                          |                                 |
| Гана                            | 39 892                          |                                 |
| Малайзия                        | 21 131                          |                                 |
| Бангладеш                       | 10 456                          |                                 |
| Весь мир                        | 1 214 120                       |                                 |